# Posłowie na Sejm Rzeczypospolitej Polskiej VII kadencji
Posłowie na Sejm Rzeczypospolitej Polskiej VII kadencji – posłowie wybrani podczas wyborów parlamentarnych, które odbyły się w dniu 9 października 2011.
Pierwsze posiedzenie odbyło się 8 listopada 2011, a ostatnie, 102. – 8 i 9 października 2015. Kadencja Sejmu trwała od 8 listopada 2011 do 11 listopada 2015.
Kluby i koła na pierwszym posiedzeniu Sejmu VII kadencji i stan na koniec kadencji.
| \| Ugrupowanie polityczne \| Ugrupowanie polityczne \| XI 2011 \| XI 2015 \| +/− \| \| ---------------------- \| ---------------------------- \| ------- \| ------- \| --- \| \| \| Platforma Obywatelska \| 207 \| 196 \| 11 \| \| \| Prawo i Sprawiedliwość \| 138 \| 134 \| 4 \| \| \| Ruch Palikota[a] \| 41 \| 11 \| 30 \| \| \| Polskie Stronnictwo Ludowe \| 28 \| 38 \| 10 \| \| \| Sojusz Lewicy Demokratycznej \| 26 \| 35 \| 9 \| \| \| Solidarna Polska[b] \| 18 \| – \| 18 \| \| \| Zjednoczona Prawica[c] \| – \| 16 \| – \| \| \| Biało-Czerwoni[d] \| – \| 4 \| – \| \| \| Posłowie niezrzeszeni[e] \| 2 \| 25 \| 23 \| \| Razem \| Razem \| 460 \| 459 \| 459 \| | Podział 460 mandatów: SLD: 26 RP: 41 PSL: 28 PO: 207 SP: 18 PiS: 138 Niezrz.: 2 |         |         |     |
| Ugrupowanie polityczne | Ugrupowanie polityczne                                                          | XI 2011 | XI 2015 | +/− |
| | Platforma Obywatelska                                                           | 207     | 196     | 11  |
| | Prawo i Sprawiedliwość                                                          | 138     | 134     | 4   |
| | Ruch Palikota                                                                   | 41      | 11      | 30  |
| | Polskie Stronnictwo Ludowe                                                      | 28      | 38      | 10  |
| | Sojusz Lewicy Demokratycznej                                                    | 26      | 35      | 9   |
| | Solidarna Polska                                                                | 18      | –       | 18  |
| | Zjednoczona Prawica                                                             | –       | 16      | –   |
| | Biało-Czerwoni                                                                  | –       | 4       | –   |
| | Posłowie niezrzeszeni                                                           | 2       | 25      | 23  |
| Razem | Razem                                                                           | 460     | 459     | 459 |

## Prezydium Sejmu VII kadencji
| Poseł                                                               | Poseł                 | Funkcja                  | Klub                              | Czas pełnienia funkcji | Czas pełnienia funkcji |
| Poseł                                                               | Poseł                 | Funkcja                  | Klub                              | od                     | do                     |
| ------------------------------------------------------------------- | --------------------- | ------------------------ | --------------------------------- | ---------------------- | ---------------------- |
|                                                                     | Józef Zych            | Marszałek senior         | KP Polskiego Stronnictwa Ludowego | 8 listopada 2011(dts)  | 8 listopada 2011(dts)  |
| Marszałek senior przewodniczy obradom Sejmu przed wyborem Prezydium |                       |                          |                                   |                        |                        |
|                                                                     | Ewa Kopacz            | Marszałek Sejmu          | KP Platforma Obywatelska          | 8 listopada 2011(dts)  | 22 września 2014(dts)  |
| Cezary Grabarczyk                                                   | Wicemarszałek Sejmu   | KP Platforma Obywatelska | 8 listopada 2011(dts)             | 22 września 2014(dts)  |                        |
|                                                                     | Eugeniusz Grzeszczak  | Wicemarszałek Sejmu      | KP Polskiego Stronnictwa Ludowego | 8 listopada 2011(dts)  | 11 listopada 2015(dts) |
|                                                                     | Marek Kuchciński      | Wicemarszałek Sejmu      | KP Prawo i Sprawiedliwość         | 8 listopada 2011(dts)  | 11 listopada 2015(dts) |
|                                                                     | Wanda Nowicka         | Wicemarszałek Sejmu      | Niezrzeszona                      | 8 listopada 2011(dts)  | 11 listopada 2015(dts) |
|                                                                     | Jerzy Wenderlich      | Wicemarszałek Sejmu      | KP Sojusz Lewicy Demokratycznej   | 8 listopada 2011(dts)  | 11 listopada 2015(dts) |
|                                                                     | Elżbieta Radziszewska | Wicemarszałek Sejmu      | KP Platforma Obywatelska          | 24 września 2014(dts)  | 11 listopada 2015(dts) |
| Radosław Sikorski                                                   | Marszałek Sejmu       | KP Platforma Obywatelska | 24 września 2014(dts)             | 23 czerwca 2015(dts)   |                        |
| Małgorzata Kidawa-Błońska                                           | Marszałek Sejmu       | KP Platforma Obywatelska | 25 czerwca 2015(dts)              | 11 listopada 2015(dts) |                        |

## Przynależność klubowa

### Stan na koniec kadencji
Posłowie VII kadencji zrzeszeni byli w następujących klubach i kołach:
- Klub Parlamentarny Platforma Obywatelska – 196 posłów, przewodniczący Rafał Grupiński[13],
- Klub Parlamentarny Prawo i Sprawiedliwość – 134 posłów, przewodniczący Mariusz Błaszczak[13],
- Klub Parlamentarny Polskiego Stronnictwa Ludowego – 38 posłów, przewodniczący Jan Bury[13],
- Klub Poselski Sojusz Lewicy Demokratycznej – 35 posłów, przewodniczący Leszek Miller[13],
- Klub Parlamentarny Zjednoczona Prawica[f] – 16 posłów, przewodniczący Jarosław Gowin[13],
- Koło Poselskie Ruch Palikota[g] – 11 posłów, przewodniczący – Jerzy Borkowski[13],
- Koło Poselskie Biało-Czerwoni[h] – 4 posłów, przewodniczący Jacek Najder[13].

Ponadto 25 posłów było niezrzeszonych.
W Sejmie VII kadencji istniały także:
- Klub Poselski Twój Ruch[i],
- Klub Parlamentarny Solidarna Polska[j],
- Koło Parlamentarne Solidarna Polska[k],
- Koło Poselskie Bezpieczeństwo i Gospodarka[l],
- Koło Poselskie Inicjatywa Dialogu[m].

| Klub Parlamentarny Platforma Obywatelska | Klub Parlamentarny Platforma Obywatelska | Klub Parlamentarny Platforma Obywatelska | Klub Parlamentarny Platforma Obywatelska |
| --- | --- | --- | --- |
| | | | |
| - Elżbieta Achinger - Tadeusz Arkit - Bartosz Arłukowicz - Paweł Arndt - Urszula Augustyn - Tadeusz Aziewicz - Marek Biernacki - Andrzej Biernat - Leszek Blanik - Joanna Bobowska - Jerzy Borowczak - Krzysztof Brejza - Jacek Brzezinka - Beata Bublewicz - Borys Budka - Bożenna Bukiewicz - Renata Butryn - Jarosław Charłampowicz - Stanisław Chmielewski - Janusz Cichoń - Grażyna Ciemniak - Piotr Cieśliński - Marian Cycoń - Barbara Czaplicka - Czesław Czechyra - Zofia Czernow - Andrzej Czerwiński - Ewa Czeszejko-Sochacka - Alicja Dąbrowska - Ewa Drozd - Artur Dunin - Zenon Durka - Janusz Dzięcioł - Waldy Dzikowski - Joanna Fabisiak - Jerzy Fedorowicz - Arkady Fiedler - Krzysztof Gadowski - Andrzej Gałażewski - Elżbieta Gapińska - Stanisław Gawłowski - Lidia Gądek - Magdalena Gąsior-Marek - Elżbieta Gelert - Artur Gierada - Tomasz Głogowski - Cezary Grabarczyk - Mariusz Grad - Rafał Grupiński | - Andrzej Gut-Mostowy - Iwona Guzowska - Andrzej Halicki - Katarzyna Hall - Agnieszka Hanajczyk - Bożena Henczyca - Marek Hok - Teresa Hoppe - Stanisław Huskowski - Robert Jagła - Renata Janik - Maria Janyska - Tadeusz Jarmuziewicz - Michał Jaros - Leszek Jastrzębski - Roman Kaczor - Bożena Kamińska - Grzegorz Karpiński - Włodzimierz Karpiński - Jan Kaźmierczak - Małgorzata Kidawa-Błońska - Marcin Kierwiński - Joanna Kluzik-Rostkowska - Krystyna Kłosin - Magdalena Kochan - Brygida Kolenda-Łabuś - Agnieszka Kołacz-Leszczyńska - Ewa Kołodziej - Zbigniew Konwiński - Ewa Kopacz - Domicela Kopaczewska - Leszek Korzeniowski - Roman Kosecki - Sławomir Kowalski - Jacek Kozaczyński - Jerzy Kozdroń - Iwona Kozłowska - Mirosław Koźlakiewicz - Ligia Krajewska - Robert Kropiwnicki - Elżbieta Królikowska-Kińska - Przemysław Krysztofiak - Marek Krząkała - Cezary Kucharski - Jan Kulas - Tomasz Kulesza - Stanisław Lamczyk - Józef Lassota - Tomasz Lenz | - Izabela Leszczyna - Arkadiusz Litwiński - Marek Łapiński - Zofia Ławrynowicz - Robert Maciaszek - Beata Małecka-Libera - Jagna Marczułajtis-Walczak - Katarzyna Matusik-Lipiec - Antoni Mężydło - Rajmund Miller - Aldona Młyńczak - Czesław Mroczek - Izabela Mrzygłocka - Joanna Mucha - Killion Munyama - Tadeusz Naguszewski - Anna Nemś - Sławomir Neumann - Dorota Niedziela - Małgorzata Niemczyk - Stefan Niesiołowski - Tomasz Nowak - Mirosława Nykiel - Marzena Okła-Drewnowicz - Janina Okrągły - Alicja Olechowska - Paweł Olszewski - Maciej Orzechowski - Andrzej Orzechowski - Konstanty Oświęcimski - Zbigniew Pacelt - Witold Pahl - Paweł Papke - Małgorzata Pępek - Sławomir Piechota - Elżbieta Pierzchała - Danuta Pietraszewska - Lucjan Pietrzczyk - Jarosław Pięta - Teresa Piotrowska - Kazimierz Plocke - Mirosław Pluta - Agnieszka Pomaska - Marek Poręba - Damian Raczkowski - Elżbieta Radziszewska - Grzegorz Raniewicz - Ireneusz Raś - Halina Rozpondek | - Beata Rusinowska - Dorota Rutkowska - Jakub Rutnicki - Marek Rząsa - Jan Rzymełka - Grzegorz Schetyna - Krystyna Sibińska - Henryk Siedlaczek - Radosław Sikorski - Krystyna Skowrońska - Bożena Sławiak - Waldemar Sługocki - Katarzyna Stachowicz - Michał Stuligrosz - Wiesław Suchowiejko - Paweł Suski - Michał Szczerba - Grzegorz Sztolcman - Krystyna Szumilas - Bożena Szydłowska - Tomasz Szymański - Iwona Śledzińska-Katarasińska - Marcin Święcicki - Teresa Świło - Piotr Tomański - Irena Tomaszak-Zesiuk - Jan Tomaszewski - Jacek Tomczak - Cezary Tomczyk - Tomasz Tomczykiewicz - Aleksandra Trybuś-Cieślar - Łukasz Tusk - Robert Tyszkiewicz - Piotr van der Coghen - Jan Vincent-Rostowski - Robert Wardzała - Monika Wielichowska - Mariusz Witczak - Norbert Wojnarowski - Ewa Wolak - Małgorzata Woźniak - Marek Wójcik - Jadwiga Zakrzewska - Renata Zaremba - Ryszard Zawadzki - Maciej Zieliński - Wojciech Ziemniak - Stanisław Żmijan - Ewa Żmuda-Trzebiatowska |
| Klub Parlamentarny Prawo i Sprawiedliwość | | | |
| | | | |
| - Adam Abramowicz - Andrzej Adamczyk - Waldemar Andzel - Dorota Arciszewska-Mielewczyk - Jan Ardanowski - Iwona Arent - Marek Ast - Zbigniew Babalski - Piotr Babinetz - Barbara Bartuś - Dariusz Bąk - Włodzimierz Bernacki - Andrzej Bętkowski - Piotr Babiarz - Mariusz Błaszczak - Antoni Błądek - Jacek Bogucki - Joachim Brudziński - Barbara Bubula - Zbigniew Chmielowiec - Daniela Chrapkiewicz - Przemysław Czarnecki - Witold Czarnecki - Arkadiusz Czartoryski - Piotr Ćwik - Leszek Dobrzyński - Zbigniew Dolata - Marcin Duszek - Michał Dworczyk - Jan Dziedziczak - Tadeusz Dziuba - Jacek Falfus - Szymon Giżyński - Krzysztof Głuchowski | - Kazimierz Gołojuch - Małgorzata Gosiewska - Artur Górski - Czesław Hoc - Józefa Hrynkiewicz - Michał Jach - Wiesław Janczyk - Grzegorz Janik - Wojciech Jasiński - Andrzej Jaworski - Mariusz Jędrysek - Krzysztof Jurgiel - Filip Kaczyński - Jarosław Kaczyński - Mariusz Kamiński - Sławomir Kłosowski - Lech Kołakowski - Robert Kołakowski - Henryk Kowalczyk - Bartosz Kownacki - Maks Kraczkowski - Leonard Krasulski - Piotr Król - Elżbieta Kruk - Marek Kuchciński - Marek Kwitek - Tomasz Latos - Krzysztof Lipiec - Adam Lipiński - Marek Łatas - Marzena Machałek - Antoni Macierewicz - Krzysztof Maciejewski - Ewa Malik | - Maciej Małecki - Gabriela Masłowska - Marcin Mastalerek - Jerzy Materna - Grzegorz Matusiak - Marek Matuszewski - Beata Mazurek - Krzysztof Michałkiewicz - Kazimierz Moskal - Piotr Naimski - Maria Nowak - Halina Olendzka - Marek Opioła - Jacek Osuch - Anna Paluch - Krystyna Pawłowicz - Stanisław Pięta - Dariusz Piontkowski - Stanisław Piotrowicz - Jerzy Polaczek - Marek Polak - Piotr Polak - Piotr Pyzik - Elżbieta Rafalska - Urszula Rusecka - Bogdan Rzońca - Jacek Sasin - Jerzy Sądel - Grzegorz Schreiber - Dariusz Seliga - Jarosław Sellin - Andrzej Smirnow - Kazimierz Smoliński - Anna Sobecka | - Czesław Sobierajski - Krzysztof Sońta - Lech Sprawka - Jarosław Stawiarski - Stefan Strzałkowski - Marek Suski - Paweł Szałamacha - Wojciech Szarama - Jolanta Szczypińska - Andrzej Szlachta - Jerzy Szmit - Stanisław Szwed - Beata Szydło - Jan Szyszko - Janusz Śniadek - Jacek Świat - Krzysztof Tchórzewski - Robert Telus - Ryszard Terlecki - Grzegorz Tobiszowski - Jan Warzecha - Witold Waszczykowski - Elżbieta Witek - Michał Wojtkiewicz - Grzegorz Woźniak - Anna Zalewska - Sławomir Zawiślak - Łukasz Zbonikowski - Jarosław Zieliński - Maria Zuba - Wojciech Zubowski - Jerzy Żyżyński |
| Klub Parlamentarny Polskiego Stronnictwa Ludowego | | | |
| | | | |
| - Bartłomiej Bodio - Edmund Borawski - Krzysztof Borkowski - Artur Bramora - Jan Bury - Artur Dębski - Dariusz Dziadzio - Romuald Garczewski - John Godson - Marek Gos | - Eugeniusz Grzeszczak - Stanisław Kalemba - Mieczysław Kasprzak - Eugeniusz Kłopotek - Henryk Kmiecik - Jan Łopata - Tomasz Makowski - Mirosław Maliszewski - Elżbieta Nawrocka - Krystyna Ozga | - Michał Pacholski - Urszula Pasławska - Mirosław Pawlak - Waldemar Pawlak - Janusz Piechociński - Józef Racki - Paweł Sajak - Marek Sawicki - Henryk Smolarz - Zbigniew Sosnowski | - Franciszek Stefaniuk - Andrzej Sztorc - Halina Szymiec-Raczyńska - Genowefa Tokarska - Piotr Walkowski - Piotr Zgorzelski - Józef Zych - Stanisław Żelichowski |
| Klub Poselski Sojusz Lewicy Demokratycznej | | | |
| | | | |
| - Romuald Ajchler - Leszek Aleksandrzak - Marek Balt - Maciej Banaszak - Anna Bańkowska - Jan Cedzyński - Piotr Chmielowski - Jacek Czerniak - Eugeniusz Czykwin | - Marek Domaracki - Wincenty Elsner - Tomasz Garbowski - Czesław Gluza - Artur Górczyński - Tadeusz Iwiński - Dariusz Joński - Tomasz Kamiński - Adam Kępiński | - Witold Klepacz - Krzysztof Kłosowski - Zbigniew Matuszczak - Leszek Miller - Marek Niedbała - Cezary Olejniczak - Artur Ostrowski - Stanisława Prządka - Małgorzata Sekuła-Szmajdzińska | - Aleksander Sosna - Marek Stolarski - Tadeusz Tomaszewski - Jerzy Wenderlich - Bogusław Wontor - Stanisław Wziątek - Zbyszek Zaborowski - Ryszard Zbrzyzny |
| Klub Parlamentarny Zjednoczona Prawica | | | |
| | | | |
| - Andrzej Dąbrowski - Andrzej Dera - Mieczysław Golba - Jarosław Gowin | - Patryk Jaki - Andrzej Kania - Beata Kempa - Arkadiusz Mularczyk | - Krzysztof Popiołek - Józef Rojek - Andrzej Romanek - Edward Siarka | - Tadeusz Woźniak - Jan Ziobro - Kazimierz Ziobro - Jacek Żalek |
| Koło Poselskie Ruch Palikota | | | |
| | | | |
| - Piotr Bauć - Jerzy Borkowski - Andrzej Dołecki | - Michał Kabaciński - Jacek Kwiatkowski - Andrzej Lewandowski | - Małgorzata Marcinkiewicz - Maciej Mroczek - Zofia Popiołek | - Adam Rybakowicz - Maciej Wydrzyński |
| Koło Poselskie Biało-Czerwoni | | | |
| | | | |
| - Jacek Najder | - Sławomir Kopyciński | - Grzegorz Napieralski | - Andrzej Rozenek |
| Posłowie niezrzeszeni | | | |
| | | | |
| - Jerzy Budnik - Ludwik Dorn - Ryszard Galla - Łukasz Gibała - Zbigniew Girzyński - Tomasz Górski - Anna Grodzka | - Jarosław Gromadzki - Adam Hofman - Jarosław Jagiełło - Ryszard Kalisz - Mariusz Antoni Kamiński - Roman Kotliński - Łukasz Krupa | - Wanda Nowicka - Wojciech Penkalski - Andrzej Piątak - Marek Poznański - Adam Rogacki - Armand Ryfiński - Lidia Staroń | - Piotr Szeliga - Przemysław Wipler - Marzena Wróbel - Jerzy Ziętek |

### Posłowie, których mandat wygasł w trakcie lub przed rozpoczęciem kadencji (58 posłów)
| Poseł               | Poseł                        | Data wygaśnięcia mandatu                                       | Przyczyna                                                      | Następca                     |
| ------------------- | ---------------------------- | -------------------------------------------------------------- | -------------------------------------------------------------- | ---------------------------- |
|                     | Krzysztof Hetman             | 25 października 2011(dts)                                      | zrzeczenie się mandatu                                         | Henryk Smolarz               |
| Adam Jarubas        | 25 października 2011(dts)    | zrzeczenie się mandatu                                         | Marek Gos                                                      |                              |
|                     | Dariusz Barski               | 27 października 2011(dts)                                      | niezłożenie oświadczenia o rezygnacji z zajmowanego stanowiska | Jarosław Jagiełło            |
| Bogdan Święczkowski | 27 października 2011(dts)    | niezłożenie oświadczenia o rezygnacji z zajmowanego stanowiska | Andrzej Dąbrowski                                              |                              |
|                     | Małgorzata Chomycz           | 12 grudnia 2011(dts)                                           | powołanie na Wojewodę Podkarpackiego                           | Tomasz Kulesza               |
| Sławomir Rybicki    | 17 stycznia 2012(dts)        | powołanie na sekretarza stanu w Kancelarii Prezydenta RP       | Adam Żyliński                                                  |                              |
| Aleksander Grad     | 30 czerwca 2012(dts)         | zrzeczenie się mandatu                                         | Elżbieta Achinger                                              |                              |
|                     | Bolesław Piecha              | 24 kwietnia 2013(dts)                                          | wybór na senatora                                              | Grzegorz Janik               |
|                     | Krzysztof Kwiatkowski        | 9 sierpnia 2013(dts)                                           | powołanie na Prezesa Najwyższej Izby Kontroli                  | Elżbieta Królikowska-Kińska  |
| Konstanty Miodowicz | 23 sierpnia 2013(dts)        | śmierć                                                         | Renata Janik                                                   |                              |
| Andrzej Buła        | 12 listopada 2013(dts)       | wybór na Marszałka Województwa Opolskiego                      | Łukasz Tusk                                                    |                              |
| Tomasz Smolarz      | 12 marca 2014(dts)           | powołanie na Wojewodę Dolnośląskiego                           | Teresa Świło                                                   |                              |
| Krystyna Poślednia  | 1 kwietnia 2014(dts)         | śmierć                                                         | Irena Tomaszak-Zesiuk                                          |                              |
|                     | Andrzej Duda                 | 27 maja 2014(dts)                                              | wybór na posła do Parlamentu Europejskiego                     | Piotr Ćwik                   |
| Anna Fotyga         | 27 maja 2014(dts)            | Kazimierz Smoliński                                            | wybór na posła do Parlamentu Europejskiego                     |                              |
|                     | Barbara Kudrycka             | 27 maja 2014(dts)                                              | wybór na posła do Parlamentu Europejskiego                     | Aleksander Sosna             |
|                     | Dawid Jackiewicz             | 27 maja 2014(dts)                                              | wybór na posła do Parlamentu Europejskiego                     | Przemysław Czarnecki         |
|                     | Agnieszka Kozłowska-Rajewicz | 27 maja 2014(dts)                                              | wybór na posła do Parlamentu Europejskiego                     | Michał Stuligrosz            |
|                     | Krystyna Łybacka             | 27 maja 2014(dts)                                              | wybór na posła do Parlamentu Europejskiego                     | Marek Niedbała               |
|                     | Zbigniew Kuźmiuk             | 27 maja 2014(dts)                                              | wybór na posła do Parlamentu Europejskiego                     | Krzysztof Sońta              |
| Stanisław Ożóg      | 27 maja 2014(dts)            | Antoni Błądek                                                  | wybór na posła do Parlamentu Europejskiego                     |                              |
|                     | Julia Pitera                 | 27 maja 2014(dts)                                              | wybór na posła do Parlamentu Europejskiego                     | Beata Rusinowska             |
| Marek Plura         | 27 maja 2014(dts)            | Jan Rzymełka                                                   | wybór na posła do Parlamentu Europejskiego                     |                              |
| Dariusz Rosati      | 27 maja 2014(dts)            | Andrzej Smirnow                                                | wybór na posła do Parlamentu Europejskiego                     |                              |
| Adam Szejnfeld      | 27 maja 2014(dts)            | Stanisław Chmielewski                                          | wybór na posła do Parlamentu Europejskiego                     |                              |
|                     | Kazimierz Ujazdowski         | 27 maja 2014(dts)                                              | wybór na posła do Parlamentu Europejskiego                     | Piotr Babiarz                |
| Jadwiga Wiśniewska  | 27 maja 2014(dts)            | Jerzy Sądel                                                    | wybór na posła do Parlamentu Europejskiego                     |                              |
|                     | Bogdan Zdrojewski            | 27 maja 2014(dts)                                              | wybór na posła do Parlamentu Europejskiego                     | Aldona Młyńczak              |
|                     | Kosma Złotowski              | 27 maja 2014(dts)                                              | wybór na posła do Parlamentu Europejskiego                     | Piotr Król                   |
|                     | Jakub Szulc                  | 21 sierpnia 2014(dts)                                          | zrzeczenie się mandatu                                         | Robert Jagła                 |
|                     | Izabela Kloc                 | 10 września 2014(dts)                                          | wybór na senatora                                              | Czesław Sobierajski          |
| Jarosław Rusiecki   | 10 września 2014(dts)        | wybór na senatora                                              | Marek Kwitek                                                   |                              |
|                     | Donald Tusk                  | 31 października 2014(dts)                                      | zrzeczenie się mandatu                                         | Ewa Czeszejko-Sochacka       |
| Paweł Graś          | 14 listopada 2014(dts)       | zrzeczenie się mandatu                                         | Robert Maciaszek                                               |                              |
| Małgorzata Adamczak | 1 grudnia 2014(dts)          | wybór na Burmistrza Gminy Śmigiel                              | Przemysław Krysztofiak                                         |                              |
| Łukasz Borowiak     | 1 grudnia 2014(dts)          | wybór na Prezydenta Miasta Leszna                              | Bożena Henczyca                                                |                              |
| Wojciech Saługa     | 1 grudnia 2014(dts)          | wybór na Marszałka Województwa Śląskiego                       | Katarzyna Stachowicz                                           |                              |
|                     | Marcin Witko                 | 1 grudnia 2014(dts)                                            | wybór na Prezydenta Miasta Tomaszowa Mazowieckiego             | Krzysztof Maciejewski        |
|                     | Zbigniew Włodkowski          | 2 grudnia 2014(dts)                                            | wybór na Burmistrza Gminy Orzysz                               | Urszula Pasławska            |
|                     | Adam Żyliński                | 2 grudnia 2014(dts)                                            | wybór na Burmistrza Miasta Iławy                               | Tadeusz Naguszewski          |
|                     | Jerzy Rębek                  | 3 grudnia 2014(dts)                                            | wybór na Burmistrza Miasta Radzynia Podlaskiego                | Marcin Duszek                |
| Jarosław Żaczek     | 3 grudnia 2014(dts)          | wybór na Burmistrza Gminy Ryki                                 | Jarosław Stawiarski                                            |                              |
|                     | Jarosław Katulski            | 3 grudnia 2014(dts)                                            | wybór na radnego Sejmiku Województwa Kujawsko-Pomorskiego      | Grażyna Ciemniak             |
| Marek Wojtkowski    | 5 grudnia 2014(dts)          | wybór na Prezydenta Miasta Włocławka                           | Grzegorz Karpiński                                             |                              |
|                     | Robert Biedroń               | 8 grudnia 2014(dts)                                            | wybór na Prezydenta Miasta Słupska                             | Jarosław Gromadzki           |
|                     | Jarosław Górczyński          | 10 grudnia 2014(dts)                                           | wybór na Prezydenta Miasta Ostrowca Świętokrzyskiego           | Romuald Garczewski           |
|                     | Radosław Witkowski           | 15 grudnia 2014(dts)                                           | wybór na Prezydenta Miasta Radomia                             | Małgorzata Woźniak           |
| Sławomir Nowak      | 2 stycznia 2015(dts)         | zrzeczenie się mandatu                                         | Jan Kulas                                                      |                              |
|                     | Mieczysław Łuczak            | 2 lutego 2015(dts)                                             | powołanie na Wiceprezesa Najwyższej Izby Kontroli              | Elżbieta Nawrocka            |
|                     | Tomasz Kaczmarek             | 6 marca 2015(dts)                                              | zrzeczenie się mandatu                                         | Halina Olendzka              |
|                     | Zbigniew Rynasiewicz         | 1 czerwca 2015(dts)                                            | zrzeczenie się mandatu                                         | Marek Poręba                 |
|                     | Edward Czesak                | 11 czerwca 2015(dts)                                           | objęcie zwolnionego mandatu posła do Parlamentu Europejskiego  | Urszula Rusecka              |
| Adam Kwiatkowski    | 7 sierpnia 2015(dts)         | powołanie na Szefa Gabinetu Prezydenta RP                      | Michał Dworczyk                                                |                              |
| Maciej Łopiński     | 7 sierpnia 2015(dts)         | powołanie na sekretarza stanu w Kancelarii Prezydenta RP       | Daniela Chrapkiewicz                                           |                              |
| Małgorzata Sadurska | 7 sierpnia 2015(dts)         | powołanie na Szefa Kancelarii Prezydenta RP                    | Krzysztof Głuchowski                                           |                              |
| Krzysztof Szczerski | 7 sierpnia 2015(dts)         | powołanie na sekretarza stanu w Kancelarii Prezydenta RP       | Filip Kaczyński                                                |                              |
|                     | Janusz Palikot               | 11 września 2015(dts)                                          | zrzeczenie się mandatu                                         | Andrzej Dołecki              |
|                     | Miron Sycz                   | 2 listopada 2015(dts)                                          | wybór na Wicemarszałka Województwa Warmińsko-Mazurskiego       | mandat pozostał nieobsadzony |

## Lista według okręgów wyborczych
| Okręgi wyborcze w poszczególnych województwach: dolnośląskie • kujawsko-pomorskie • lubelskie • lubuskie • łódzkie • małopolskie • mazowieckie • opolskie • podkarpackie • podlaskie • pomorskie • śląskie • świętokrzyskie • warmińsko-mazurskie • wielkopolskie • zachodniopomorskie |

| Województwo dolnośląskie        | | |                                                                                                   | |                                                                                                   |                                                                                                   |                                                                                                   |                                                                                                   |                                                                                                   |                                                                                                   |  |
| Nr                              | Posłowie wybrani z list poszczególnych komitetów wyborczych (w nawiasach liczba zdobytych głosów) | Posłowie wybrani z list poszczególnych komitetów wyborczych (w nawiasach liczba zdobytych głosów) | Posłowie wybrani z list poszczególnych komitetów wyborczych (w nawiasach liczba zdobytych głosów) | Posłowie wybrani z list poszczególnych komitetów wyborczych (w nawiasach liczba zdobytych głosów)                                                                             | Posłowie wybrani z list poszczególnych komitetów wyborczych (w nawiasach liczba zdobytych głosów) | Posłowie wybrani z list poszczególnych komitetów wyborczych (w nawiasach liczba zdobytych głosów) | Posłowie wybrani z list poszczególnych komitetów wyborczych (w nawiasach liczba zdobytych głosów) | Posłowie wybrani z list poszczególnych komitetów wyborczych (w nawiasach liczba zdobytych głosów) | Posłowie wybrani z list poszczególnych komitetów wyborczych (w nawiasach liczba zdobytych głosów) | Posłowie wybrani z list poszczególnych komitetów wyborczych (w nawiasach liczba zdobytych głosów) |  |
| 1                               | | Platforma Obywatelska RP Grzegorz Schetyna (67 670) Ewa Drozd (14 205) Zofia Czernow (7740) Robert Kropiwnicki (6029) Norbert Wojnarowski (5981) |                                                                                                   | Prawo i Sprawiedliwość Adam Lipiński (25 523) Marzena Machałek (11 812) Elżbieta Witek (9381) Wojciech Zubowski (6800)                                                        |                                                                                                   | Sojusz Lewicy Demokratycznej Małgorzata Sekuła-Szmajdzińska (15 883) Ryszard Zbrzyzny (11 990)    |                                                                                                   | Ruch Palikota Henryk Kmiecik (13 015)                                                             |                                                                                                   |                                                                                                   |  |
| 2                               | Platforma Obywatelska RP Izabela Mrzygłocka (31 697) Monika Wielichowska (10 589) Agnieszka Kołacz-Leszczyńska (6762) Teresa Świło (4431) Robert Jagła (4376)                                                                                | Prawo i Sprawiedliwość Anna Zalewska (14 999) Andrzej Dąbrowski (4188) |                                                                                                   | Ruch Palikota Halina Szymiec-Raczyńska (12 654) |                                                                                                   |                                                                                                   |                                                                                                   |                                                                                                   |                                                                                                   |                                                                                                   |  |
| 3                               | Platforma Obywatelska RP Sławomir Piechota (11 750) Ewa Wolak (11 554) Michał Jaros (9635) Jarosław Charłampowicz (8399) Stanisław Huskowski (7164) Marek Łapiński (6357) Maciej Zieliński (6099) Roman Kaczor (5302) Aldona Młyńczak (4855) | Prawo i Sprawiedliwość Mariusz Jędrysek (22 381) Jacek Świat (14 904) Przemysław Czarnecki (6222) Piotr Babiarz (3575) | Ruch Palikota Wincenty Elsner (15 969)                                                            | |                                                                                                   |                                                                                                   |                                                                                                   |                                                                                                   |                                                                                                   |                                                                                                   |  |
| Województwo kujawsko-pomorskie  | | |                                                                                                   | |                                                                                                   |                                                                                                   |                                                                                                   |                                                                                                   |                                                                                                   |                                                                                                   |  |
| Nr                              | Posłowie wybrani z list poszczególnych komitetów wyborczych (w nawiasach liczba zdobytych głosów) | Posłowie wybrani z list poszczególnych komitetów wyborczych (w nawiasach liczba zdobytych głosów) | Posłowie wybrani z list poszczególnych komitetów wyborczych (w nawiasach liczba zdobytych głosów) | Posłowie wybrani z list poszczególnych komitetów wyborczych (w nawiasach liczba zdobytych głosów)                                                                             | Posłowie wybrani z list poszczególnych komitetów wyborczych (w nawiasach liczba zdobytych głosów) | Posłowie wybrani z list poszczególnych komitetów wyborczych (w nawiasach liczba zdobytych głosów) | Posłowie wybrani z list poszczególnych komitetów wyborczych (w nawiasach liczba zdobytych głosów) | Posłowie wybrani z list poszczególnych komitetów wyborczych (w nawiasach liczba zdobytych głosów) | Posłowie wybrani z list poszczególnych komitetów wyborczych (w nawiasach liczba zdobytych głosów) | Posłowie wybrani z list poszczególnych komitetów wyborczych (w nawiasach liczba zdobytych głosów) |  |
| 4                               | | Platforma Obywatelska RP Radosław Sikorski (91 720) Krzysztof Brejza (12 600) Teresa Piotrowska (10 009) Paweł Olszewski (9257) Iwona Kozłowska (4668) Grażyna Ciemniak (4590) |                                                                                                   | Prawo i Sprawiedliwość Tomasz Latos (20 308) Bartosz Kownacki (7735) Piotr Król (5797)                                                                                        |                                                                                                   | Ruch Palikota Łukasz Krupa (18 401)                                                               |                                                                                                   | Sojusz Lewicy Demokratycznej Anna Bańkowska (16 203)                                              |                                                                                                   | Polskie Stronnictwo Ludowe Eugeniusz Kłopotek (13 287)                                            |  |
| 5                               | Platforma Obywatelska RP Tomasz Lenz (28 998) Antoni Mężydło (17 077) Domicela Kopaczewska (16 992) Janusz Dzięcioł (13 907) Tomasz Szymański (7510) Grzegorz Karpiński (6723)                                                               | Prawo i Sprawiedliwość Zbigniew Girzyński (24 907) Łukasz Zbonikowski (17 327) Jan Ardanowski (14 841) Anna Sobecka (6990) | Ruch Palikota Maciej Wydrzyński (15 311)                                                          | Sojusz Lewicy Demokratycznej Jerzy Wenderlich (19 078) | Polskie Stronnictwo Ludowe Zbigniew Sosnowski (7354)                                              |                                                                                                   |                                                                                                   |                                                                                                   |                                                                                                   |                                                                                                   |  |
| Województwo lubelskie           | | |                                                                                                   | |                                                                                                   |                                                                                                   |                                                                                                   |                                                                                                   |                                                                                                   |                                                                                                   |  |
| Nr                              | Posłowie wybrani z list poszczególnych komitetów wyborczych (w nawiasach liczba zdobytych głosów) | Posłowie wybrani z list poszczególnych komitetów wyborczych (w nawiasach liczba zdobytych głosów) | Posłowie wybrani z list poszczególnych komitetów wyborczych (w nawiasach liczba zdobytych głosów) | Posłowie wybrani z list poszczególnych komitetów wyborczych (w nawiasach liczba zdobytych głosów)                                                                             | Posłowie wybrani z list poszczególnych komitetów wyborczych (w nawiasach liczba zdobytych głosów) | Posłowie wybrani z list poszczególnych komitetów wyborczych (w nawiasach liczba zdobytych głosów) | Posłowie wybrani z list poszczególnych komitetów wyborczych (w nawiasach liczba zdobytych głosów) | Posłowie wybrani z list poszczególnych komitetów wyborczych (w nawiasach liczba zdobytych głosów) | Posłowie wybrani z list poszczególnych komitetów wyborczych (w nawiasach liczba zdobytych głosów) | Posłowie wybrani z list poszczególnych komitetów wyborczych (w nawiasach liczba zdobytych głosów) |  |
| 6                               | | Prawo i Sprawiedliwość Elżbieta Kruk (30 048) Lech Sprawka (23 848) Gabriela Masłowska (17 777) Krzysztof Michałkiewicz (11 816) Jarosław Stawiarski (10 126) Krzysztof Głuchowski (8438) |                                                                                                   | Platforma Obywatelska RP Joanna Mucha (45 568) Włodzimierz Karpiński (16 498) Magdalena Gąsior-Marek (14 676) Cezary Kucharski (7910)                                         |                                                                                                   | Polskie Stronnictwo Ludowe Jan Łopata (8725) Henryk Smolarz (6191)                                |                                                                                                   | Ruch Palikota Zofia Popiołek (18 752) Michał Kabaciński (6984)                                    |                                                                                                   | Sojusz Lewicy Demokratycznej Jacek Czerniak (5965)                                                |  |
| 7                               | Prawo i Sprawiedliwość Sławomir Zawiślak (24 478) Beata Mazurek (22 249) Adam Abramowicz (12 708) Piotr Szeliga (8222) Marcin Duszek (5226)                                                                                                  | Platforma Obywatelska RP Stanisław Żmijan (14 202) Mariusz Grad (9962) Grzegorz Raniewicz (7907) | Polskie Stronnictwo Ludowe Franciszek Stefaniuk (10 527) Genowefa Tokarska (8906)                 | Ruch Palikota Marek Poznański (16 640) | Sojusz Lewicy Demokratycznej Zbigniew Matuszczak (8017)                                           |                                                                                                   |                                                                                                   |                                                                                                   |                                                                                                   |                                                                                                   |  |
| Województwo lubuskie            | | |                                                                                                   | |                                                                                                   |                                                                                                   |                                                                                                   |                                                                                                   |                                                                                                   |                                                                                                   |  |
| Nr                              | Posłowie wybrani z list poszczególnych komitetów wyborczych (w nawiasach liczba zdobytych głosów) | Posłowie wybrani z list poszczególnych komitetów wyborczych (w nawiasach liczba zdobytych głosów) | Posłowie wybrani z list poszczególnych komitetów wyborczych (w nawiasach liczba zdobytych głosów) | Posłowie wybrani z list poszczególnych komitetów wyborczych (w nawiasach liczba zdobytych głosów)                                                                             | Posłowie wybrani z list poszczególnych komitetów wyborczych (w nawiasach liczba zdobytych głosów) | Posłowie wybrani z list poszczególnych komitetów wyborczych (w nawiasach liczba zdobytych głosów) | Posłowie wybrani z list poszczególnych komitetów wyborczych (w nawiasach liczba zdobytych głosów) | Posłowie wybrani z list poszczególnych komitetów wyborczych (w nawiasach liczba zdobytych głosów) | Posłowie wybrani z list poszczególnych komitetów wyborczych (w nawiasach liczba zdobytych głosów) | Posłowie wybrani z list poszczególnych komitetów wyborczych (w nawiasach liczba zdobytych głosów) |  |
| 8                               | | Platforma Obywatelska RP Bożenna Bukiewicz (38 017) Stefan Niesiołowski (36 993) Krystyna Sibińska (8756) Witold Pahl (7235) Bożena Sławiak (6673) Waldemar Sługocki (6465) |                                                                                                   | Prawo i Sprawiedliwość Elżbieta Rafalska (14 812) Jerzy Materna (12 868) Marek Ast (12 598)                                                                                   |                                                                                                   | Ruch Palikota Maciej Mroczek (15 335)                                                             |                                                                                                   | Sojusz Lewicy Demokratycznej Bogusław Wontor (8065)                                               |                                                                                                   | Polskie Stronnictwo Ludowe Józef Zych (6919)                                                      |  |
| Województwo łódzkie             | | |                                                                                                   | |                                                                                                   |                                                                                                   |                                                                                                   |                                                                                                   |                                                                                                   |                                                                                                   |  |
| Nr                              | Posłowie wybrani z list poszczególnych komitetów wyborczych (w nawiasach liczba zdobytych głosów) | Posłowie wybrani z list poszczególnych komitetów wyborczych (w nawiasach liczba zdobytych głosów) | Posłowie wybrani z list poszczególnych komitetów wyborczych (w nawiasach liczba zdobytych głosów) | Posłowie wybrani z list poszczególnych komitetów wyborczych (w nawiasach liczba zdobytych głosów)                                                                             | Posłowie wybrani z list poszczególnych komitetów wyborczych (w nawiasach liczba zdobytych głosów) | Posłowie wybrani z list poszczególnych komitetów wyborczych (w nawiasach liczba zdobytych głosów) | Posłowie wybrani z list poszczególnych komitetów wyborczych (w nawiasach liczba zdobytych głosów) | Posłowie wybrani z list poszczególnych komitetów wyborczych (w nawiasach liczba zdobytych głosów) | Posłowie wybrani z list poszczególnych komitetów wyborczych (w nawiasach liczba zdobytych głosów) | Posłowie wybrani z list poszczególnych komitetów wyborczych (w nawiasach liczba zdobytych głosów) |  |
| 9                               | | Platforma Obywatelska RP John Godson (29 832) Cezary Grabarczyk (24 582) Iwona Śledzińska-Katarasińska (16 279) Małgorzata Niemczyk (10 959) Elżbieta Królikowska-Kińska (3942) |                                                                                                   | Prawo i Sprawiedliwość Witold Waszczykowski (36 854) Jan Tomaszewski (8114) Jarosław Jagiełło (6596)                                                                          |                                                                                                   | Ruch Palikota Roman Kotliński (17 720)                                                            |                                                                                                   | Sojusz Lewicy Demokratycznej Dariusz Joński (15 164)                                              |                                                                                                   |                                                                                                   |  |
| 10                              | | Prawo i Sprawiedliwość Antoni Macierewicz (41 871) Robert Telus (11 305) Dariusz Seliga (8129) Krzysztof Maciejewski (6442) |                                                                                                   | Platforma Obywatelska RP Elżbieta Radziszewska (19 269) Dorota Rutkowska (10 268)                                                                                             |                                                                                                   | Polskie Stronnictwo Ludowe Krystyna Ozga (9207)                                                   | Sojusz Lewicy Demokratycznej Artur Ostrowski (7884)                                               |                                                                                                   | Ruch Palikota Marek Domaracki (9986)                                                              |                                                                                                   |  |
| 11                              | Prawo i Sprawiedliwość Grzegorz Schreiber (17 808) Marek Matuszewski (16 207) Piotr Polak (9022) Tadeusz Woźniak (8996) Marcin Mastalerek (8509)                                                                                             | Platforma Obywatelska RP Andrzej Biernat (25 721) Agnieszka Hanajczyk (16 484) Cezary Tomczyk (12 748) Artur Dunin (9595) | Polskie Stronnictwo Ludowe Elżbieta Nawrocka (6370)                                               | | Ruch Palikota Michał Pacholski (12 918)                                                           |                                                                                                   | Sojusz Lewicy Demokratycznej Cezary Olejniczak (7082)                                             |                                                                                                   |                                                                                                   |                                                                                                   |  |
| Województwo małopolskie         | | |                                                                                                   | |                                                                                                   |                                                                                                   |                                                                                                   |                                                                                                   |                                                                                                   |                                                                                                   |  |
| Nr                              | Posłowie wybrani z list poszczególnych komitetów wyborczych (w nawiasach liczba zdobytych głosów) | Posłowie wybrani z list poszczególnych komitetów wyborczych (w nawiasach liczba zdobytych głosów) | Posłowie wybrani z list poszczególnych komitetów wyborczych (w nawiasach liczba zdobytych głosów) | Posłowie wybrani z list poszczególnych komitetów wyborczych (w nawiasach liczba zdobytych głosów)                                                                             | Posłowie wybrani z list poszczególnych komitetów wyborczych (w nawiasach liczba zdobytych głosów) | Posłowie wybrani z list poszczególnych komitetów wyborczych (w nawiasach liczba zdobytych głosów) | Posłowie wybrani z list poszczególnych komitetów wyborczych (w nawiasach liczba zdobytych głosów) | Posłowie wybrani z list poszczególnych komitetów wyborczych (w nawiasach liczba zdobytych głosów) | Posłowie wybrani z list poszczególnych komitetów wyborczych (w nawiasach liczba zdobytych głosów) | Posłowie wybrani z list poszczególnych komitetów wyborczych (w nawiasach liczba zdobytych głosów) |  |
| 12                              | | Prawo i Sprawiedliwość Beata Szydło (43 612) Marek Łatas (12 466) Marek Polak (6341) Filip Kaczyński (4325) |                                                                                                   | Platforma Obywatelska RP Tadeusz Arkit (12 458) Joanna Bobowska (7976) Dorota Niedziela (6166) Robert Maciaszek (3479)                                                        |                                                                                                   |                                                                                                   |                                                                                                   |                                                                                                   |                                                                                                   |                                                                                                   |  |
| 13                              | | Platforma Obywatelska RP Jarosław Gowin (62 570) Ireneusz Raś (31 455) Jerzy Fedorowicz (28 383) Katarzyna Matusik-Lipiec (22 178) Łukasz Gibała (18 583) Józef Lassota (10 241) Jagna Marczułajtis-Walczak (7289) Lidia Gądek (7191)                                                                                 |                                                                                                   | Prawo i Sprawiedliwość Ryszard Terlecki (14 726) Andrzej Adamczyk (14 297) Jacek Osuch (10 997) Barbara Bubula (7502) Piotr Ćwik (3502)                                       |                                                                                                   | Ruch Palikota Anna Grodzka (19 451)                                                               |                                                                                                   |                                                                                                   |                                                                                                   |                                                                                                   |  |
| 14                              | | Prawo i Sprawiedliwość Arkadiusz Mularczyk (45 801) Barbara Bartuś (14 652) Wiesław Janczyk (13 993) Edward Siarka (13 264) Anna Paluch (9764) Andrzej Romanek (9743) Piotr Naimski (5388) |                                                                                                   | Platforma Obywatelska RP Andrzej Czerwiński (16 723) Andrzej Gut-Mostowy (15 345) Marian Cycoń (10 678)                                                                       |                                                                                                   |                                                                                                   |                                                                                                   |                                                                                                   |                                                                                                   |                                                                                                   |  |
| 15                              | Prawo i Sprawiedliwość Włodzimierz Bernacki (18 699) Józef Rojek (15 978) Michał Wojtkiewicz (9403) Jan Ziobro (9347) Urszula Rusecka (7787)                                                                                                 | Platforma Obywatelska RP Robert Wardzała (10 437) Urszula Augustyn (9724) Elżbieta Achinger (9273) |                                                                                                   | Polskie Stronnictwo Ludowe Andrzej Sztorc (7087) |                                                                                                   |                                                                                                   |                                                                                                   |                                                                                                   |                                                                                                   |                                                                                                   |  |
| Województwo mazowieckie         | | |                                                                                                   | |                                                                                                   |                                                                                                   |                                                                                                   |                                                                                                   |                                                                                                   |                                                                                                   |  |
| Nr                              | Posłowie wybrani z list poszczególnych komitetów wyborczych (w nawiasach liczba zdobytych głosów) | Posłowie wybrani z list poszczególnych komitetów wyborczych (w nawiasach liczba zdobytych głosów) | Posłowie wybrani z list poszczególnych komitetów wyborczych (w nawiasach liczba zdobytych głosów) | Posłowie wybrani z list poszczególnych komitetów wyborczych (w nawiasach liczba zdobytych głosów)                                                                             | Posłowie wybrani z list poszczególnych komitetów wyborczych (w nawiasach liczba zdobytych głosów) | Posłowie wybrani z list poszczególnych komitetów wyborczych (w nawiasach liczba zdobytych głosów) | Posłowie wybrani z list poszczególnych komitetów wyborczych (w nawiasach liczba zdobytych głosów) | Posłowie wybrani z list poszczególnych komitetów wyborczych (w nawiasach liczba zdobytych głosów) | Posłowie wybrani z list poszczególnych komitetów wyborczych (w nawiasach liczba zdobytych głosów) | Posłowie wybrani z list poszczególnych komitetów wyborczych (w nawiasach liczba zdobytych głosów) |  |
| 16                              | | Prawo i Sprawiedliwość Wojciech Jasiński (26 125) Maciej Małecki (9757) Marek Opioła (9545) Robert Kołakowski (9314) |                                                                                                   | Platforma Obywatelska RP Mirosław Koźlakiewicz (11 000) Elżbieta Gapińska (10 794) Beata Rusinowska (8773)                                                                    |                                                                                                   | Polskie Stronnictwo Ludowe Waldemar Pawlak (24 491) Piotr Zgorzelski (4323)                       |                                                                                                   | Ruch Palikota Paweł Sajak (7747)                                                                  |                                                                                                   |                                                                                                   |  |
| 17                              | Prawo i Sprawiedliwość Marek Suski (17 251) Marzena Wróbel (11 738) Dariusz Bąk (10 217) Krzysztof Sońta (9436) | Platforma Obywatelska RP Ewa Kopacz (41 554) Czesław Czechyra (4347) Małgorzata Woźniak (2017) | Polskie Stronnictwo Ludowe Mirosław Maliszewski (9815)                                            | Ruch Palikota Armand Ryfiński (7812) |                                                                                                   |                                                                                                   |                                                                                                   |                                                                                                   |                                                                                                   |                                                                                                   |  |
| 18                              | Prawo i Sprawiedliwość Krzysztof Tchórzewski (22 787) Krystyna Pawłowicz (20 681) Arkadiusz Czartoryski (17 516) Henryk Kowalczyk (13 713) Grzegorz Woźniak (8550)                                                                           | Platforma Obywatelska RP Czesław Mroczek (22 985) Jacek Kozaczyński (6804) Andrzej Kania (5212) | Polskie Stronnictwo Ludowe Marek Sawicki (23 901) Krzysztof Borkowski (6868)                      | | Sojusz Lewicy Demokratycznej Stanisława Prządka (8717)                                            |                                                                                                   | Ruch Palikota Bartłomiej Bodio (8740)                                                             |                                                                                                   |                                                                                                   |                                                                                                   |  |
| 19                              | | Platforma Obywatelska RP Małgorzata Kidawa-Błońska (45 027) Jan Vincent-Rostowski (10 743) Joanna Fabisiak (6739) Marcin Święcicki (6246) Alicja Dąbrowska (4622) Roman Kosecki (4603) Michał Szczerba (4137) Ligia Krajewska (3590) Marcin Kierwiński (3580) Leszek Jastrzębski (3075) Ewa Czeszejko-Sochacka (2466) |                                                                                                   | Prawo i Sprawiedliwość Jarosław Kaczyński (202 297) Mariusz Kamiński (17 535) Małgorzata Gosiewska (8129) Artur Górski (4762) Przemysław Wipler (4615) Michał Dworczyk (4398) |                                                                                                   | Ruch Palikota Wanda Nowicka (7065) Andrzej Dołecki (1281)                                         | Sojusz Lewicy Demokratycznej Ryszard Kalisz (53 451)                                              |                                                                                                   |                                                                                                   |                                                                                                   |  |
| 20                              | Platforma Obywatelska RP Andrzej Halicki (40 002) Jadwiga Zakrzewska (11 383) Alicja Olechowska (10 884) Barbara Czaplicka (8340) Zenon Durka (7988) Andrzej Smirnow (7043)                                                                  | Prawo i Sprawiedliwość Mariusz Błaszczak (44 319) Jacek Sasin (29 134) Ludwik Dorn (18 683) Jan Szyszko (13 636) | Ruch Palikota Artur Dębski (15 269)                                                               | | Polskie Stronnictwo Ludowe Janusz Piechociński (11 638)                                           |                                                                                                   |                                                                                                   |                                                                                                   |                                                                                                   |                                                                                                   |  |
| Województwo opolskie            | | |                                                                                                   | |                                                                                                   |                                                                                                   |                                                                                                   |                                                                                                   |                                                                                                   |                                                                                                   |  |
| Nr                              | Posłowie wybrani z list poszczególnych komitetów wyborczych (w nawiasach liczba zdobytych głosów) | Posłowie wybrani z list poszczególnych komitetów wyborczych (w nawiasach liczba zdobytych głosów) | Posłowie wybrani z list poszczególnych komitetów wyborczych (w nawiasach liczba zdobytych głosów) | Posłowie wybrani z list poszczególnych komitetów wyborczych (w nawiasach liczba zdobytych głosów)                                                                             | Posłowie wybrani z list poszczególnych komitetów wyborczych (w nawiasach liczba zdobytych głosów) | Posłowie wybrani z list poszczególnych komitetów wyborczych (w nawiasach liczba zdobytych głosów) | Posłowie wybrani z list poszczególnych komitetów wyborczych (w nawiasach liczba zdobytych głosów) | Posłowie wybrani z list poszczególnych komitetów wyborczych (w nawiasach liczba zdobytych głosów) | Posłowie wybrani z list poszczególnych komitetów wyborczych (w nawiasach liczba zdobytych głosów) | Posłowie wybrani z list poszczególnych komitetów wyborczych (w nawiasach liczba zdobytych głosów) |  |
| 21                              | | Platforma Obywatelska RP Leszek Korzeniowski (30 454) Tadeusz Jarmuziewicz (14 022) Janina Okrągły (11 418) Brygida Kolenda-Łabuś (10 411) Rajmund Miller (8901) Łukasz Tusk (8620) |                                                                                                   | Prawo i Sprawiedliwość Sławomir Kłosowski (14 165) Jerzy Żyżyński (9872) Patryk Jaki (8911)                                                                                   |                                                                                                   | Ruch Palikota Adam Kępiński (11 175)                                                              |                                                                                                   | KWW Mniejszość Niemiecka Ryszard Galla (11 794)                                                   |                                                                                                   | Sojusz Lewicy Demokratycznej Tomasz Garbowski (6828)                                              |  |
| Województwo podkarpackie        | | |                                                                                                   | |                                                                                                   |                                                                                                   |                                                                                                   |                                                                                                   |                                                                                                   |                                                                                                   |  |
| Nr                              | Posłowie wybrani z list poszczególnych komitetów wyborczych (w nawiasach liczba zdobytych głosów) | Posłowie wybrani z list poszczególnych komitetów wyborczych (w nawiasach liczba zdobytych głosów) | Posłowie wybrani z list poszczególnych komitetów wyborczych (w nawiasach liczba zdobytych głosów) | Posłowie wybrani z list poszczególnych komitetów wyborczych (w nawiasach liczba zdobytych głosów)                                                                             | Posłowie wybrani z list poszczególnych komitetów wyborczych (w nawiasach liczba zdobytych głosów) | Posłowie wybrani z list poszczególnych komitetów wyborczych (w nawiasach liczba zdobytych głosów) | Posłowie wybrani z list poszczególnych komitetów wyborczych (w nawiasach liczba zdobytych głosów) | Posłowie wybrani z list poszczególnych komitetów wyborczych (w nawiasach liczba zdobytych głosów) | Posłowie wybrani z list poszczególnych komitetów wyborczych (w nawiasach liczba zdobytych głosów) | Posłowie wybrani z list poszczególnych komitetów wyborczych (w nawiasach liczba zdobytych głosów) |  |
| 22                              | | Prawo i Sprawiedliwość Marek Kuchciński (23 128) Bogdan Rzońca (15 623) Mieczysław Golba (12 332) Stanisław Piotrowicz (12 325) Kazimierz Ziobro (8234) Piotr Babinetz (7239) |                                                                                                   | Platforma Obywatelska RP Piotr Tomański (9621) Marek Rząsa (9204) Tomasz Kulesza (6976)                                                                                       |                                                                                                   | Polskie Stronnictwo Ludowe Mieczysław Kasprzak (6854)                                             |                                                                                                   | Ruch Palikota Małgorzata Marcinkiewicz (10 058)                                                   |                                                                                                   |                                                                                                   |  |
| 23                              | Prawo i Sprawiedliwość Józefa Hrynkiewicz (17 039) Zbigniew Chmielowiec (16 038) Kazimierz Moskal (14 234) Andrzej Szlachta (13 717) Krzysztof Popiołek (12 755) Jan Warzecha (12 588) Kazimierz Gołojuch (12 311) Antoni Błądek (9631)      | Platforma Obywatelska RP Krystyna Skowrońska (25 174) Mirosław Pluta (12 812) Renata Butryn (8941) Marek Poręba (4271) | Polskie Stronnictwo Ludowe Jan Bury (15 649)                                                      | Ruch Palikota Dariusz Dziadzio (11 091) |                                                                                                   | Sojusz Lewicy Demokratycznej Tomasz Kamiński (8410)                                               |                                                                                                   |                                                                                                   |                                                                                                   |                                                                                                   |  |
| Województwo podlaskie           | | |                                                                                                   | |                                                                                                   |                                                                                                   |                                                                                                   |                                                                                                   |                                                                                                   |                                                                                                   |  |
| Nr                              | Posłowie wybrani z list poszczególnych komitetów wyborczych (w nawiasach liczba zdobytych głosów) | Posłowie wybrani z list poszczególnych komitetów wyborczych (w nawiasach liczba zdobytych głosów) | Posłowie wybrani z list poszczególnych komitetów wyborczych (w nawiasach liczba zdobytych głosów) | Posłowie wybrani z list poszczególnych komitetów wyborczych (w nawiasach liczba zdobytych głosów)                                                                             | Posłowie wybrani z list poszczególnych komitetów wyborczych (w nawiasach liczba zdobytych głosów) | Posłowie wybrani z list poszczególnych komitetów wyborczych (w nawiasach liczba zdobytych głosów) | Posłowie wybrani z list poszczególnych komitetów wyborczych (w nawiasach liczba zdobytych głosów) | Posłowie wybrani z list poszczególnych komitetów wyborczych (w nawiasach liczba zdobytych głosów) | Posłowie wybrani z list poszczególnych komitetów wyborczych (w nawiasach liczba zdobytych głosów) | Posłowie wybrani z list poszczególnych komitetów wyborczych (w nawiasach liczba zdobytych głosów) |  |
| 24                              | | Prawo i Sprawiedliwość Krzysztof Jurgiel (35 763) Mariusz Antoni Kamiński (22 675) Jarosław Zieliński (21 015) Dariusz Piontkowski (14 439) Lech Kołakowski (13 502) Jacek Bogucki (10 927) |                                                                                                   | Platforma Obywatelska RP Robert Tyszkiewicz (10 465) Damian Raczkowski (10 271) Bożena Kamińska (10 019) Jacek Żalek (8103) Aleksander Sosna (7645)                           |                                                                                                   | Polskie Stronnictwo Ludowe Edmund Borawski (11 759)                                               |                                                                                                   | Sojusz Lewicy Demokratycznej Eugeniusz Czykwin (14 286)                                           |                                                                                                   | Ruch Palikota Adam Rybakowicz (11 792)                                                            |  |
| Województwo pomorskie           | | |                                                                                                   | |                                                                                                   |                                                                                                   |                                                                                                   |                                                                                                   |                                                                                                   |                                                                                                   |  |
| Nr                              | Posłowie wybrani z list poszczególnych komitetów wyborczych (w nawiasach liczba zdobytych głosów) | Posłowie wybrani z list poszczególnych komitetów wyborczych (w nawiasach liczba zdobytych głosów) | Posłowie wybrani z list poszczególnych komitetów wyborczych (w nawiasach liczba zdobytych głosów) | Posłowie wybrani z list poszczególnych komitetów wyborczych (w nawiasach liczba zdobytych głosów)                                                                             | Posłowie wybrani z list poszczególnych komitetów wyborczych (w nawiasach liczba zdobytych głosów) | Posłowie wybrani z list poszczególnych komitetów wyborczych (w nawiasach liczba zdobytych głosów) | Posłowie wybrani z list poszczególnych komitetów wyborczych (w nawiasach liczba zdobytych głosów) | Posłowie wybrani z list poszczególnych komitetów wyborczych (w nawiasach liczba zdobytych głosów) | Posłowie wybrani z list poszczególnych komitetów wyborczych (w nawiasach liczba zdobytych głosów) | Posłowie wybrani z list poszczególnych komitetów wyborczych (w nawiasach liczba zdobytych głosów) |  |
| 25                              | | Platforma Obywatelska RP Iwona Guzowska (22 616) Agnieszka Pomaska (16 117) Leszek Blanik (15 031) Sławomir Neumann (14 346) Jerzy Borowczak (10 504) Jerzy Kozdroń (9913) Katarzyna Hall (9898) Jan Kulas (7072) |                                                                                                   | Prawo i Sprawiedliwość Andrzej Jaworski (22 770) Kazimierz Smoliński (6881) Daniela Chrapkiewicz (3956)                                                                       |                                                                                                   | Ruch Palikota Piotr Bauć (13 398)                                                                 |                                                                                                   |                                                                                                   |                                                                                                   |                                                                                                   |  |
| 26                              | Platforma Obywatelska RP Marek Biernacki (66 019) Zbigniew Konwiński (18 548) Kazimierz Plocke (18 452) Krystyna Kłosin (16 187) Tadeusz Aziewicz (14 013) Stanisław Lamczyk (12 664) Jerzy Budnik (8546) Teresa Hoppe (7552)                | Prawo i Sprawiedliwość Janusz Śniadek (26 440) Jolanta Szczypińska (19 819) Dorota Arciszewska-Mielewczyk (18 088) Jarosław Sellin (9932) | Ruch Palikota Jarosław Gromadzki (3221)                                                           | | Sojusz Lewicy Demokratycznej Leszek Miller (18 038)                                               |                                                                                                   |                                                                                                   |                                                                                                   |                                                                                                   |                                                                                                   |  |
| Województwo śląskie             | | |                                                                                                   | |                                                                                                   |                                                                                                   |                                                                                                   |                                                                                                   |                                                                                                   |                                                                                                   |  |
| Nr                              | Posłowie wybrani z list poszczególnych komitetów wyborczych (w nawiasach liczba zdobytych głosów) | Posłowie wybrani z list poszczególnych komitetów wyborczych (w nawiasach liczba zdobytych głosów) | Posłowie wybrani z list poszczególnych komitetów wyborczych (w nawiasach liczba zdobytych głosów) | Posłowie wybrani z list poszczególnych komitetów wyborczych (w nawiasach liczba zdobytych głosów)                                                                             | Posłowie wybrani z list poszczególnych komitetów wyborczych (w nawiasach liczba zdobytych głosów) | Posłowie wybrani z list poszczególnych komitetów wyborczych (w nawiasach liczba zdobytych głosów) | Posłowie wybrani z list poszczególnych komitetów wyborczych (w nawiasach liczba zdobytych głosów) | Posłowie wybrani z list poszczególnych komitetów wyborczych (w nawiasach liczba zdobytych głosów) | Posłowie wybrani z list poszczególnych komitetów wyborczych (w nawiasach liczba zdobytych głosów) | Posłowie wybrani z list poszczególnych komitetów wyborczych (w nawiasach liczba zdobytych głosów) |  |
| 27                              | | Platforma Obywatelska RP Mirosława Nykiel (43 329) Sławomir Kowalski (13 389) Czesław Gluza (13 334) Małgorzata Pępek (12 723) Aleksandra Trybuś (10 061) |                                                                                                   | Prawo i Sprawiedliwość Stanisław Szwed (32 416) Stanisław Pięta (12 708) Jacek Falfus (11 391)                                                                                |                                                                                                   | Ruch Palikota Artur Górczyński (9980)                                                             |                                                                                                   |                                                                                                   |                                                                                                   |                                                                                                   |  |
| 28                              | Platforma Obywatelska RP Halina Rozpondek (23 722) Izabela Leszczyna (18 737) Grzegorz Sztolcman (8926) | Prawo i Sprawiedliwość Szymon Giżyński (9146) Jerzy Sądel (3068) | Ruch Palikota Artur Bramora (10 610)                                                              | | Sojusz Lewicy Demokratycznej Marek Balt (5378)                                                    |                                                                                                   |                                                                                                   |                                                                                                   |                                                                                                   |                                                                                                   |  |
| 29                              | Platforma Obywatelska RP Krystyna Szumilas (42 200) Tomasz Głogowski (15 649) Andrzej Gałażewski (11 746) Jacek Brzezinka (10 775) Borys Budka (10 260) Jan Kaźmierczak (8155)                                                               | Prawo i Sprawiedliwość Jerzy Polaczek (22 310) Piotr Pyzik (12 039) | Ruch Palikota Marek Stolarski (12 739)                                                            | |                                                                                                   |                                                                                                   |                                                                                                   |                                                                                                   |                                                                                                   |                                                                                                   |  |
| 30                              | Platforma Obywatelska RP Marek Krząkała (25 938) Joanna Kluzik-Rostkowska (22 418) Henryk Siedlaczek (20 019) Krzysztof Gadowski (15 326) Ryszard Zawadzki (10 108)                                                                          | Prawo i Sprawiedliwość Grzegorz Matusiak (6889) Grzegorz Janik (5236) Czesław Sobierajski (2097) | Ruch Palikota Piotr Chmielowski (9925)                                                            | |                                                                                                   |                                                                                                   |                                                                                                   |                                                                                                   |                                                                                                   |                                                                                                   |  |
| 31                              | Platforma Obywatelska RP Tomasz Tomczykiewicz (57 323) Danuta Pietraszewska (25 496) Elżbieta Pierzchała (14 557) Ewa Kołodziej (14 149) Marek Wójcik (10 753) Jerzy Ziętek (8960) Jan Rzymełka (7821)                                       | Prawo i Sprawiedliwość Wojciech Szarama (27 541) Grzegorz Tobiszowski (13 268) Maria Nowak (10 820) | Ruch Palikota Andrzej Rozenek (15 793)                                                            | | Sojusz Lewicy Demokratycznej Zbyszek Zaborowski (9482)                                            |                                                                                                   |                                                                                                   |                                                                                                   |                                                                                                   |                                                                                                   |  |
| 32                              | Platforma Obywatelska RP Beata Małecka-Libera (23 822) Piotr van der Coghen (12 171) Jarosław Pięta (9309) Anna Nemś (9086) Katarzyna Stachowicz (4263)                                                                                      | Prawo i Sprawiedliwość Ewa Malik (25 214) Waldemar Andzel (10 328) | Ruch Palikota Jerzy Borkowski (20 292)                                                            | Sojusz Lewicy Demokratycznej Witold Klepacz (6817) |                                                                                                   |                                                                                                   |                                                                                                   |                                                                                                   |                                                                                                   |                                                                                                   |  |
| Województwo świętokrzyskie      | | |                                                                                                   | |                                                                                                   |                                                                                                   |                                                                                                   |                                                                                                   |                                                                                                   |                                                                                                   |  |
| Nr                              | Posłowie wybrani z list poszczególnych komitetów wyborczych (w nawiasach liczba zdobytych głosów) | Posłowie wybrani z list poszczególnych komitetów wyborczych (w nawiasach liczba zdobytych głosów) | Posłowie wybrani z list poszczególnych komitetów wyborczych (w nawiasach liczba zdobytych głosów) | Posłowie wybrani z list poszczególnych komitetów wyborczych (w nawiasach liczba zdobytych głosów)                                                                             | Posłowie wybrani z list poszczególnych komitetów wyborczych (w nawiasach liczba zdobytych głosów) | Posłowie wybrani z list poszczególnych komitetów wyborczych (w nawiasach liczba zdobytych głosów) | Posłowie wybrani z list poszczególnych komitetów wyborczych (w nawiasach liczba zdobytych głosów) | Posłowie wybrani z list poszczególnych komitetów wyborczych (w nawiasach liczba zdobytych głosów) | Posłowie wybrani z list poszczególnych komitetów wyborczych (w nawiasach liczba zdobytych głosów) | Posłowie wybrani z list poszczególnych komitetów wyborczych (w nawiasach liczba zdobytych głosów) |  |
| 33                              | | Prawo i Sprawiedliwość Beata Kempa (70 127) Krzysztof Lipiec (6774) Maria Zuba (6222) Andrzej Bętkowski (4591) Marek Kwitek (3726) Halina Olendzka (2331) |                                                                                                   | Platforma Obywatelska RP Marzena Okła-Drewnowicz (34 745) Artur Gierada (11 679) Zbigniew Pacelt (8842) Lucjan Pietrzczyk (6057) Renata Janik (3621)                          |                                                                                                   | Polskie Stronnictwo Ludowe Mirosław Pawlak (6317) Marek Gos (4131) Romuald Garczewski (2870)      |                                                                                                   | Sojusz Lewicy Demokratycznej Sławomir Kopyciński (7003)                                           |                                                                                                   | Ruch Palikota Jan Cedzyński (14 796)                                                              |  |
| Województwo warmińsko-mazurskie | | |                                                                                                   | |                                                                                                   |                                                                                                   |                                                                                                   |                                                                                                   |                                                                                                   |                                                                                                   |  |
| Nr                              | Posłowie wybrani z list poszczególnych komitetów wyborczych (w nawiasach liczba zdobytych głosów) | Posłowie wybrani z list poszczególnych komitetów wyborczych (w nawiasach liczba zdobytych głosów) | Posłowie wybrani z list poszczególnych komitetów wyborczych (w nawiasach liczba zdobytych głosów) | Posłowie wybrani z list poszczególnych komitetów wyborczych (w nawiasach liczba zdobytych głosów)                                                                             | Posłowie wybrani z list poszczególnych komitetów wyborczych (w nawiasach liczba zdobytych głosów) | Posłowie wybrani z list poszczególnych komitetów wyborczych (w nawiasach liczba zdobytych głosów) | Posłowie wybrani z list poszczególnych komitetów wyborczych (w nawiasach liczba zdobytych głosów) | Posłowie wybrani z list poszczególnych komitetów wyborczych (w nawiasach liczba zdobytych głosów) | Posłowie wybrani z list poszczególnych komitetów wyborczych (w nawiasach liczba zdobytych głosów) | Posłowie wybrani z list poszczególnych komitetów wyborczych (w nawiasach liczba zdobytych głosów) |  |
| 34                              | | Platforma Obywatelska RP Elżbieta Gelert (15 901) Piotr Cieśliński (15 547) Tadeusz Naguszewski (3850) wakat |                                                                                                   | Prawo i Sprawiedliwość Leonard Krasulski (12 790) Zbigniew Babalski (7217) |                                                                                                   | Polskie Stronnictwo Ludowe Stanisław Żelichowski (6458)                                           |                                                                                                   | Ruch Palikota Wojciech Penkalski (9255)                                                           |                                                                                                   |                                                                                                   |  |
| 35                              | Platforma Obywatelska RP Beata Bublewicz (23 262) Lidia Staroń (16 091) Janusz Cichoń (13 902) Andrzej Orzechowski (12 046) Paweł Papke (10 132)                                                                                             | Prawo i Sprawiedliwość Jerzy Szmit (17 234) Iwona Arent (11 955) | Polskie Stronnictwo Ludowe Urszula Pasławska (5022)                                               | Ruch Palikota Tomasz Makowski (7980) |                                                                                                   | Sojusz Lewicy Demokratycznej Tadeusz Iwiński (11 025)                                             |                                                                                                   |                                                                                                   |                                                                                                   |                                                                                                   |  |
| Województwo wielkopolskie       | | |                                                                                                   | |                                                                                                   |                                                                                                   |                                                                                                   |                                                                                                   |                                                                                                   |                                                                                                   |  |
| Nr                              | Posłowie wybrani z list poszczególnych komitetów wyborczych (w nawiasach liczba zdobytych głosów) | Posłowie wybrani z list poszczególnych komitetów wyborczych (w nawiasach liczba zdobytych głosów) | Posłowie wybrani z list poszczególnych komitetów wyborczych (w nawiasach liczba zdobytych głosów) | Posłowie wybrani z list poszczególnych komitetów wyborczych (w nawiasach liczba zdobytych głosów)                                                                             | Posłowie wybrani z list poszczególnych komitetów wyborczych (w nawiasach liczba zdobytych głosów) | Posłowie wybrani z list poszczególnych komitetów wyborczych (w nawiasach liczba zdobytych głosów) | Posłowie wybrani z list poszczególnych komitetów wyborczych (w nawiasach liczba zdobytych głosów) | Posłowie wybrani z list poszczególnych komitetów wyborczych (w nawiasach liczba zdobytych głosów) | Posłowie wybrani z list poszczególnych komitetów wyborczych (w nawiasach liczba zdobytych głosów) | Posłowie wybrani z list poszczególnych komitetów wyborczych (w nawiasach liczba zdobytych głosów) |  |
| 36                              | | Platforma Obywatelska RP Mariusz Witczak (31 263) Maciej Orzechowski (14 123) Wojciech Ziemniak (12 713) Przemysław Krysztofiak (9004) Bożena Henczyca (3199) |                                                                                                   | Prawo i Sprawiedliwość Andrzej Dera (17 606) Jan Dziedziczak (15 954) Adam Rogacki (14 903)                                                                                   |                                                                                                   | Polskie Stronnictwo Ludowe Piotr Walkowski (6331) Józef Racki (6179)                              |                                                                                                   | Sojusz Lewicy Demokratycznej Leszek Aleksandrzak (9941)                                           |                                                                                                   | Ruch Palikota Krzysztof Kłosowski (13 080)                                                        |  |
| 37                              | Platforma Obywatelska RP Tomasz Nowak (24 346) Paweł Arndt (12 627) Irena Tomaszak-Zesiuk (8546) | Prawo i Sprawiedliwość Adam Hofman (24 047) Zbigniew Dolata (11 939) Witold Czarnecki (10 201) |                                                                                                   | Sojusz Lewicy Demokratycznej Tadeusz Tomaszewski (11 267) |                                                                                                   | Polskie Stronnictwo Ludowe Eugeniusz Grzeszczak (9648)                                            | Ruch Palikota Jacek Kwiatkowski (13 380)                                                          |                                                                                                   |                                                                                                   |                                                                                                   |  |
| 38                              | Platforma Obywatelska RP Jakub Rutnicki (19 784) Maria Janyska (12 132) Killion Munyama (7925) Stanisław Chmielewski (5685) | Prawo i Sprawiedliwość Paweł Szałamacha (12 009) Maks Kraczkowski (10 389) |                                                                                                   | Polskie Stronnictwo Ludowe Stanisław Kalemba (10 597) |                                                                                                   | Sojusz Lewicy Demokratycznej Romuald Ajchler (9362)                                               | Ruch Palikota Jacek Najder (11 701)                                                               |                                                                                                   |                                                                                                   |                                                                                                   |  |
| 39                              | Platforma Obywatelska RP Waldy Dzikowski (54 647) Rafał Grupiński (40 510) Arkady Fiedler (17 467) Jacek Tomczak (14 547) Bożena Szydłowska (14 352) Michał Stuligrosz (10 692)                                                              | Prawo i Sprawiedliwość Tadeusz Dziuba (28 508) Tomasz Górski (9197) |                                                                                                   | Ruch Palikota Maciej Banaszak (18 837) | Sojusz Lewicy Demokratycznej Marek Niedbała (4442)                                                |                                                                                                   |                                                                                                   |                                                                                                   |                                                                                                   |                                                                                                   |  |
| Województwo zachodniopomorskie  | | |                                                                                                   | |                                                                                                   |                                                                                                   |                                                                                                   |                                                                                                   |                                                                                                   |                                                                                                   |  |
| Nr                              | Posłowie wybrani z list poszczególnych komitetów wyborczych (w nawiasach liczba zdobytych głosów) | Posłowie wybrani z list poszczególnych komitetów wyborczych (w nawiasach liczba zdobytych głosów) | Posłowie wybrani z list poszczególnych komitetów wyborczych (w nawiasach liczba zdobytych głosów) | Posłowie wybrani z list poszczególnych komitetów wyborczych (w nawiasach liczba zdobytych głosów)                                                                             | Posłowie wybrani z list poszczególnych komitetów wyborczych (w nawiasach liczba zdobytych głosów) | Posłowie wybrani z list poszczególnych komitetów wyborczych (w nawiasach liczba zdobytych głosów) | Posłowie wybrani z list poszczególnych komitetów wyborczych (w nawiasach liczba zdobytych głosów) | Posłowie wybrani z list poszczególnych komitetów wyborczych (w nawiasach liczba zdobytych głosów) | Posłowie wybrani z list poszczególnych komitetów wyborczych (w nawiasach liczba zdobytych głosów) | Posłowie wybrani z list poszczególnych komitetów wyborczych (w nawiasach liczba zdobytych głosów) |  |
| 40                              | | Platforma Obywatelska RP Stanisław Gawłowski (27 047) Marek Hok (16 364) Wiesław Suchowiejko (8724) Paweł Suski (7741) |                                                                                                   | Prawo i Sprawiedliwość Czesław Hoc (19 942) Stefan Strzałkowski (4840) |                                                                                                   | Ruch Palikota Andrzej Lewandowski (11 128)                                                        |                                                                                                   | Sojusz Lewicy Demokratycznej Stanisław Wziątek (8838)                                             |                                                                                                   |                                                                                                   |  |
| 41                              | Platforma Obywatelska RP Bartosz Arłukowicz (101 746) Magdalena Kochan (14 198) Arkadiusz Litwiński (9396) Konstanty Oświęcimski (7459) Renata Zaremba (6355) Zofia Ławrynowicz (5057) Ewa Żmuda-Trzebiatowska (4906)                        | Prawo i Sprawiedliwość Joachim Brudziński (38 700) Leszek Dobrzyński (6107) Michał Jach (4383) | Ruch Palikota Andrzej Piątak (15 579)                                                             | Sojusz Lewicy Demokratycznej Grzegorz Napieralski (23 940) |                                                                                                   |                                                                                                   |                                                                                                   |                                                                                                   |                                                                                                   |                                                                                                   |  |